# Colônia (Alemanha)
Colônia  (português brasileiro) ou Colónia (português europeu) e raramente Colonha (em alemão:  Köln, AFI: [kœln], ouvirⓘ; em kölsch: Kölle) é a maior cidade do estado federal alemão da Renânia do Norte-Vestefália e a quarta cidade mais populosa da Alemanha (depois de Berlim, Hamburgo e Munique). Está localizada na região metropolitana do Reno-Ruhr, que é a maior metrópole alemã e umas das principais da Europa. Colônia fica a cerca de 45 quilômetros a sudoeste da capital de Dusseldorf e a 25 quilômetros a noroeste de Bona.
A cidade está localizada em ambos os lados do rio Reno, perto das fronteiras da Alemanha com a Bélgica e os Países Baixos. A famosa Catedral de Colônia (Kölner Dom) é a sede do arcebispo católico. A Universidade de Colônia (Universität zu Köln) é uma das universidades mais antigas e maiores da Europa. É um importante centro cultural para a Renânia; ela hospeda mais de 30 museus e centenas de galerias. As exposições variam de locais arqueológicos romanos locais a gráficos e escultura contemporâneos. A Feira de Comércio de Colônia reúne uma série de feiras profissionais, como Art Cologne, Imm Cologne, Gamescom e Photokina.
Colônia foi fundada e estabelecida no território dos úbios no século I pelos romanos como Colônia Cláudia Ara Agripinênsio, cuja primeira palavra é a origem do seu nome. Um nome latino alternativo do acordo é Augusta dos Úbios (Augusta Ubiorum), por conta dos úbios. A cidade funcionou como a capital da província romana de Germânia Inferior e como sede dos militares romanos na região até ser ocupada pelos francos em 462.
Durante a Idade Média, floresceu em uma das principais rotas comerciais principais entre o leste e oeste da Europa. Colônia foi um dos principais membros da Liga Hanseática e uma das maiores cidades ao norte dos Alpes, na época medieval e renascentista. Antes da Segunda Guerra Mundial, a cidade havia sido submetida a várias ocupações feitas pelos franceses e também pelos britânicos (1918-1926). Ela foi uma das cidades mais bombardeadas da Alemanha nazista durante a Segunda Guerra Mundial, sendo que a Força Aérea Real (RAF) jogou 35 268 toneladas de bombas na região durante o conflito. O bombardeio reduziu a população em 95%, principalmente devido à evacuação e destruiu quase toda a estrutura da cidade. Com a intenção de restaurar tantos edifícios históricos quanto possível, a reconstrução bem sucedida do pós-guerra resultou em uma paisagem urbana muito mista e única.

## História

### Roma Antiga

Antiga cidade romana de Colônia Cláudia Ara Agripinênsio no ano 50

O primeiro assentamento urbano na região foi o Ópido dos Úbios (em latim: Oppidum Ubiorum), fundado em 38 a.C. pelos úbios, uma tribo germânica. Em 50 d.C., os romanos fundaram Colônia no rio Reno e a cidade tornou-se a capital provincial da Germânia Inferior em 85 A cidade foi nomeada Colônia Cláudia Ara Agripinênsio em 50. Consideráveis restos das estruturas romanas podem ser encontradas na cidade atual, especialmente perto da área do cais, onde uma notável descoberta de um barco romano de 1900 anos foi feita no final de 2007.
De 260 a 271, Colônia foi a capital do Império Gálico sob o comando de Póstumo, Mário e Vitorino. Em 310, sob o governo de Constantino, uma ponte foi construída sobre o Reno em Colônia. Os governadores imperiais romanos residiram na cidade e tornaram-na um dos centros de comércio e produção mais importantes do Império Romano ao norte dos Alpes. Colônia é exibida no mapa Tabula Peutingeriana, do século IV.
Materno, que foi eleito como bispo em 313, foi o primeiro bispo conhecido de Colônia. A cidade era a capital de uma província romana até ocupar os francos ripuários em 462. Partes dos sistemas de esgotos romanos originais foram preservados sob a cidade, sendo que um novo sistema do tipo só foi aberto em 1890.

### Idade Média
A Colônia do início da era medieval era parte de Austrásia, dentro do Império Franco. Colônia tinha sido a sede de um bispado desde o período romano; sob Carlos Magno, em 795, o bispo Hildeboldo foi promovido a arcebispo. Em 843, Colônia tornou-se uma cidade dentro do Tratado de Verdun, quando a Frância Oriental criada.
Em 953, os arcebispos de Colônia ganharam um poder secular notável, quando o bispo Bruno foi nomeado duque pelo seu irmão Otão I, o Rei da Germânia. Para enfraquecer a nobreza secular, que ameaçava seu poder, Otão dotou Bruno e seus sucessores das prerrogativas dos príncipes seculares, estabelecendo assim o Eleitorado de Colônia, formado pelas posses temporais do arcebispado e que incluía uma faixa de território ao longo da margem esquerda do Reno, a leste de Jülich, bem como o Ducado da Vestfália, do outro lado do Reno, além de Berg e Mark. No final do século XII, o arcebispo de Colônia era um dos sete eleitores do Imperador Romano-Germânico. Além de ser eleitor do príncipe, ele também era arqui-chanceler da Itália, tecnicamente a partir de 1238 e permanentemente de 1263 até 1803.

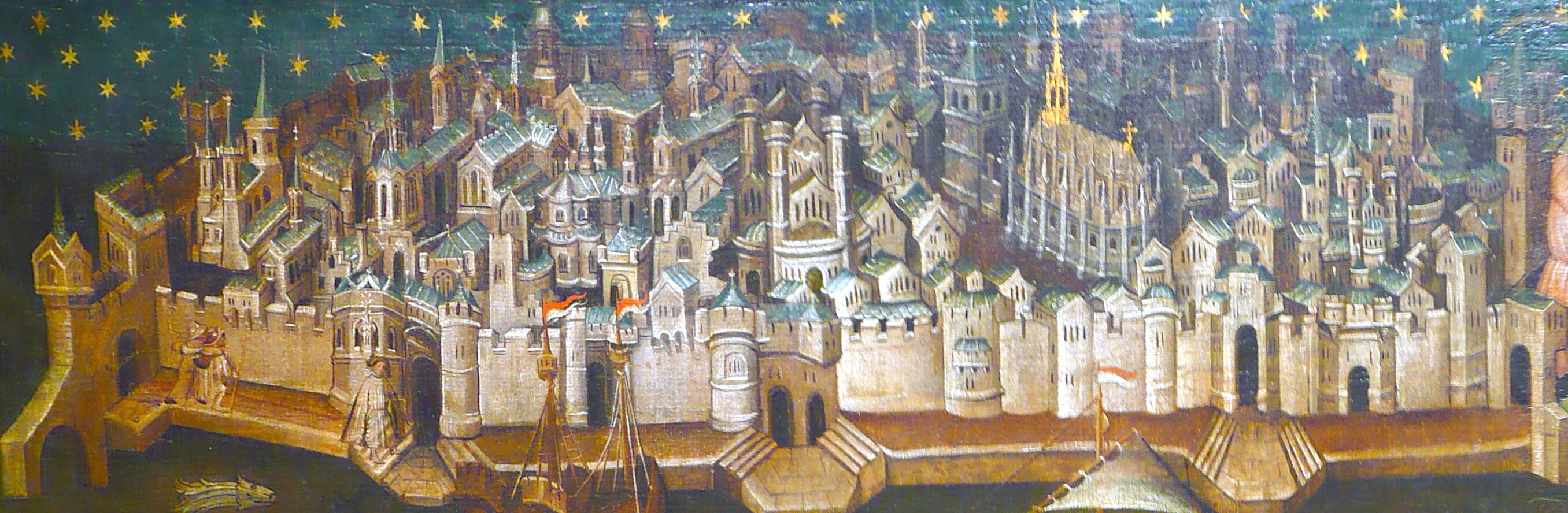
Colônia em 1411

Após a Batalha de Worringen em 1288, Colônia ganhou sua independência dos arcebispos e tornou-se uma Cidade Imperial Livre. O arcebispo Sigurdo II de Vesterburgo foi forçado ao exílio em Bona. O arcebispo, no entanto, preservou o direito à pena de morte. Assim, o conselho municipal (embora em estrita oposição política em relação ao arcebispo) dependia dele em todos os assuntos relativos à justiça criminal. Isso incluía a tortura, cuja sentença só era permitida pelo juiz episcopal, o chamado "Greve". Esta situação legal durou até a conquista francesa de Colônia.[carece de fontes?]
Além de sua importância econômica e política, Colônia também se tornou um importante centro medieval de peregrinação, quando o arcebispo de Colônia, Reinaldo de Dassel, entregou as relíquias dos Três Reis Magos à Catedral de Colônia em 1164 (depois de terem sido capturadas de Milão). Além dos três magos, Colônia preserva as relíquias de Santa Úrsula e Alberto Magno.
A localização de Colônia no rio Reno colocou-o no cruzamento das principais rotas comerciais entre o leste e o oeste, bem como a principal rota comercial da Europa Ocidental. Essas duas rotas comerciais foram a base do crescimento da cidade. Até 1300, a população era 50 mil a 55 mil habitantes.  Colônia foi membro da Liga Hanseática em 1475, quando Frederico III confirmou o imediatismo imperial da cidade.

### Guerras mundiais

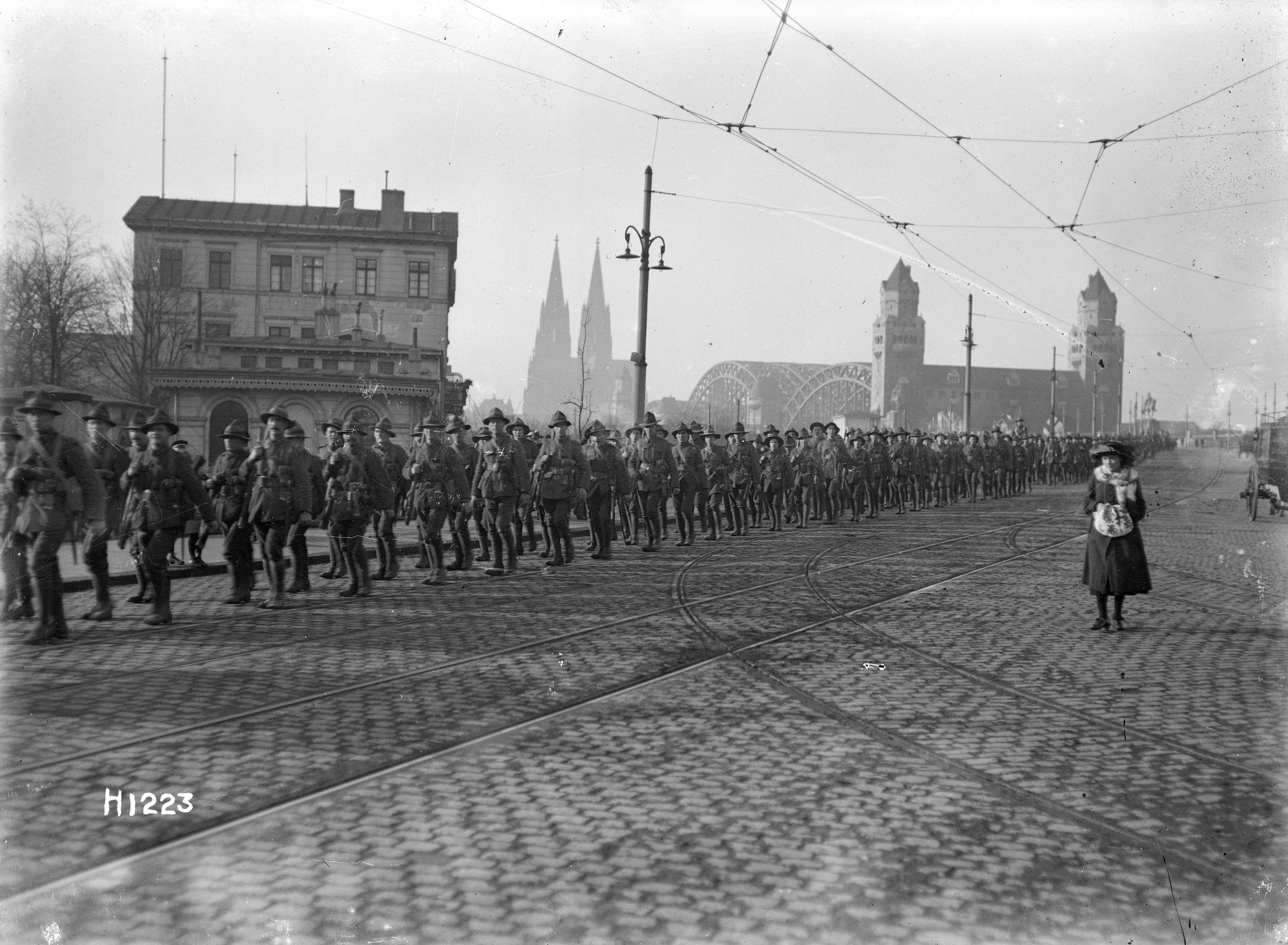
Soldados neozelandeses marchando em Colônia em 1918, durante a Primeira Guerra Mundial

Durante a Primeira Guerra Mundial, Colônia foi alvo de várias incursões aéreas menores, mas não sofreu nenhum dano significativo. A cidade foi ocupada pelo Exército Britânico do Reno até 1926, sob os termos do armistício e do subsequente Tratado de Paz de Versalhes. Em contraste com o severo comportamento das tropas de ocupação francesas na Alemanha, as forças britânicas eram mais indulgentes com a população local. Konrad Adenauer, o prefeito de Colônia de 1917 até 1933 e mais tarde um chanceler da Alemanha Ocidental, reconheceu o impacto político desta abordagem, especialmente porque o Reino Unido se opôs às demandas francesas de uma permanente ocupação aliada de toda a Renânia.
Os partidos democráticos perderam as eleições locais em Colônia, em março de 1933, para o Partido Nazista e outros partidos da extrema-direita. Os nazistas então prenderam os comunistas e os social-democratas membros da assembleia da cidade, além de terem demitido o prefeito Adenauer. Em comparação com algumas outras grandes cidades, no entanto, os nazistas nunca ganharam apoio decisivo em Colônia. (Significativamente, o número de votos emitidos para o Partido Nazista nas eleições do Reichstag sempre foi a média nacional.) Em 1939, a população havia subido para 772 221 habitantes.

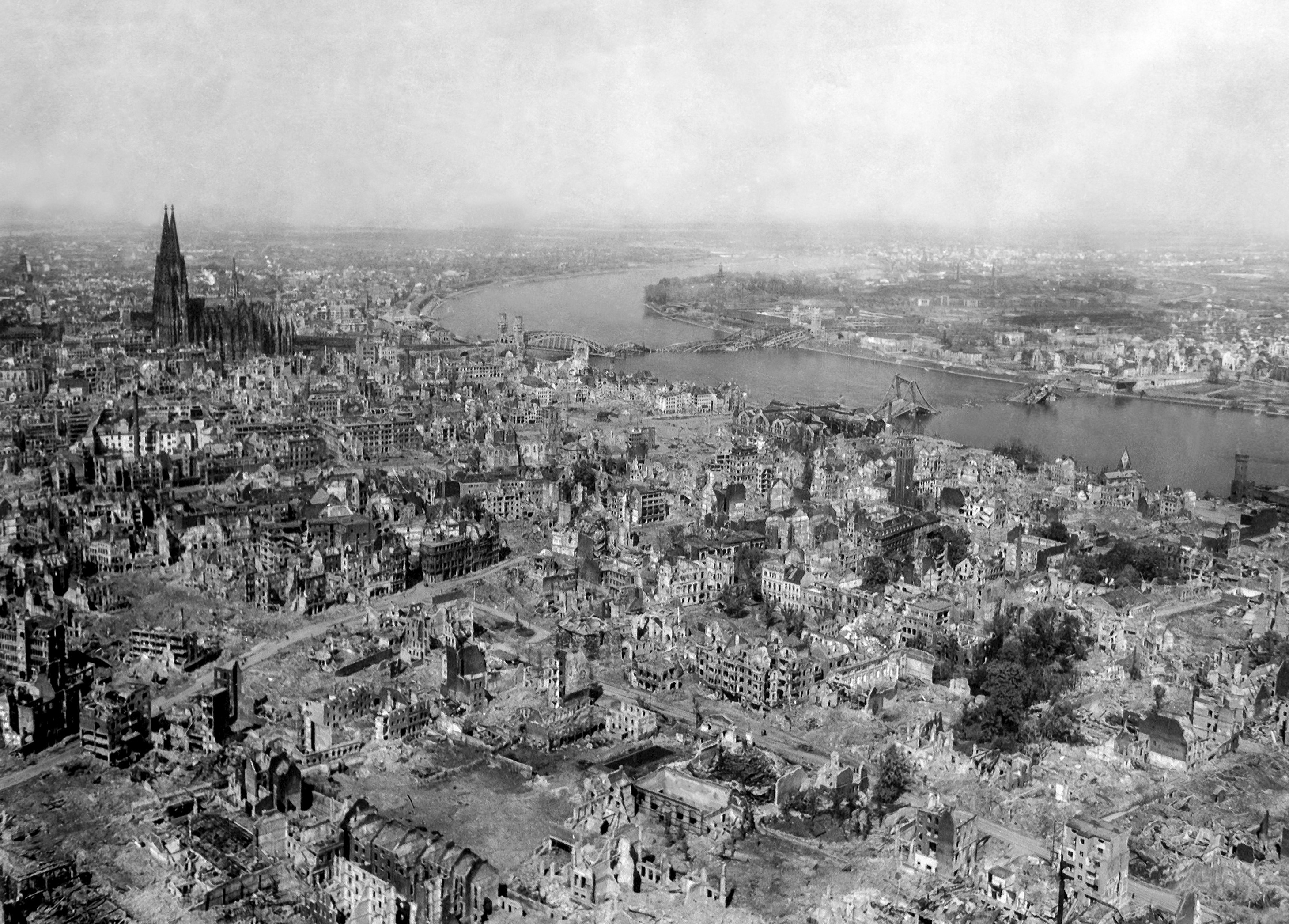
Colônia em ruínas em 1945, durante a Segunda Guerra Mundial

Durante a Segunda Guerra Mundial, Colônia era uma sede do Comando da Área Militar (Militärbereichshauptkommandoquartier) para o Distrito Militar (Wehrkreis) VI de Münster. A cidade estava sob o comando do tenente-general Freiherr Roeder von Diersburg, que era responsável pelas operações militares em Bona, Siegburg, Aachen, Jülich, Düren e Monschau. Colônia foi o lar do 211º Regimento de Infantaria e do 26º Regimento de Artilharia.
Os Aliados jogaram 44 923,2 toneladas de bombas na cidade durante a Segunda Guerra Mundial, destruindo 61% de sua área construída. Durante o bombardeio de Colônia, a cidade foi alvo de 262 ataques aéreos pelos Aliados Ocidentais, o que causou cerca de 20 mil vítimas civis e quase completamente eliminou a parte central da cidade. Durante a noite de 31 de maio de 1942, Colônia foi alvo da "Operação Milênio", a primeira incursão de bombardeiros da Força Aérea Real na Segunda Guerra Mundial. 1 046 bombardeiros pesados atacaram seu alvo com 1 455 toneladas de explosivos, dos quais aproximadamente dois terços eram incendiários. Esta invasão durou cerca de 75 minutos, destruiu 243 hectares de área construída (61%), matou 486 civis e desalojou 59 mil pessoas.
Colônia foi levada pelo 1.º Exército dos Estados Unidos no início de março de 1945. No final da guerra, a população de Colônia tinha sido reduzida em 95%. Essa perda foi causada principalmente por uma evacuação maciça das pessoas para áreas mais rurais. O mesmo aconteceu em muitas outras cidades alemãs nos últimos dois anos de guerra. No final de 1945, no entanto, a população já havia se recuperado para aproximadamente 500 mil.
No final da guerra, essencialmente toda a população judaica de 11 mil pessoas do período pré-guerra havia sido deportada ou morta pelos nazistas. As seis sinagogas da cidade foram destruídas. A sinagoga de Roonsstraße foi reconstruída em 1959.

## Geografia

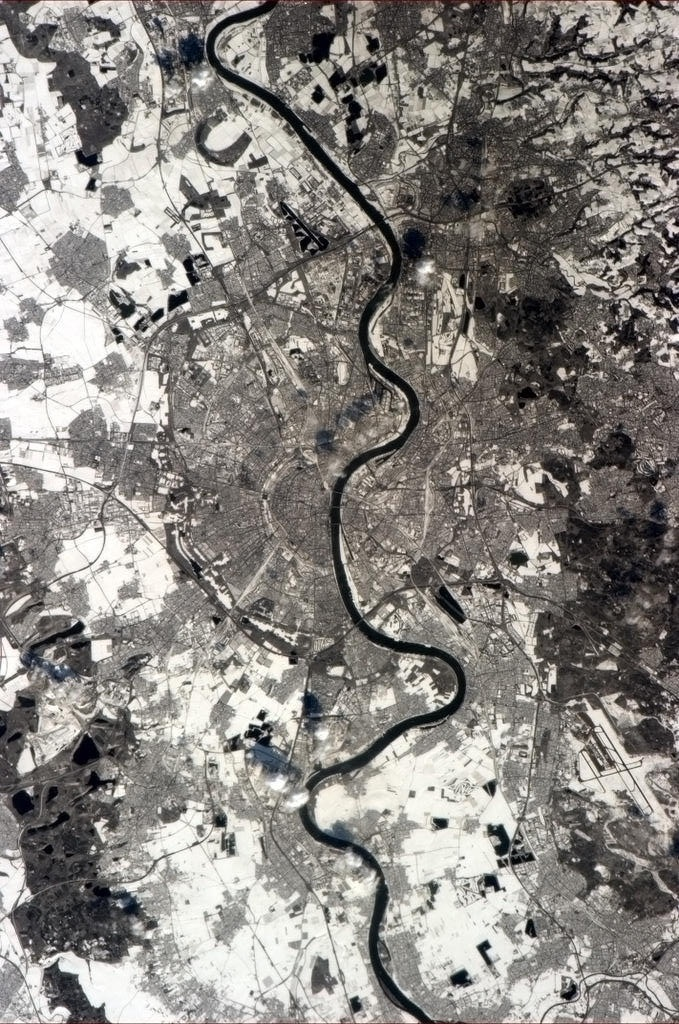
Colônia vista da Estação Espacial Internacional

Colônia é uma cidade independente (Kreisfreie Stadt) ou distrito urbano (Stadtkreis), ou seja, possui estatuto de distrito (Kreis). Sua localização na intersecção do rio Reno (Rhein em alemão) com uma das maiores rotas comerciais entre a Europa Ocidental e Oriental foi a fundação da importância comercial de Colônia. A feira comercial KölnMesse é das maiores e mais importantes da Alemanha. Na Idade Média também se tornou um centro eclesiástico maior e um importante centro de artes e aprendizado. Colônia foi severamente destruída ao longo da Segunda Guerra Mundial, mas foi sendo pouco a pouco reconstruída durante as décadas de 1950 e 1960.

### Clima
Localizada na região do Reno-Ruhr, Colônia é uma das cidades mais quentes da Alemanha. Tem um clima oceânico-temperado, com invernos frios e verões quentes. É também uma das cidades mais nubladas da Alemanha, com apenas 1568 horas de sol por ano. Sua temperatura média anual é de 10,3 °C: 14,8 °C durante o dia e 5,8 °C durante a noite. Em janeiro, a temperatura média é de 2,6 °C, enquanto a temperatura média em julho é de 18,8 °C. As temperaturas podem variar significativamente ao longo de um mês, com clima mais quente e frio. A precipitação é distribuída uniformemente ao longo do ano com um pico leve no verão devido a chuvas e tempestades.

### Enchentes
Colônia é regularmente afetada por inundações do rio Reno e é considerada a cidade europeia mais propensa a inundações. Uma agência da cidade (Stadtentwässerungsbetriebe Köln, "Operações de Drenagem Urbana de Colônia") gerencia um sistema extensivo de controle de inundações que inclui paredes de inundações permanentes e móveis, proteção contra o aumento das águas para edifícios próximos das margens do rio, sistemas de monitoramento e previsão, bombeamento estações e programas para criar ou proteger planícies de inundação e aterros de rios. O sistema foi redesenhado após uma inundação de 1993, o que resultou em grandes danos à cidade.

## Demografia

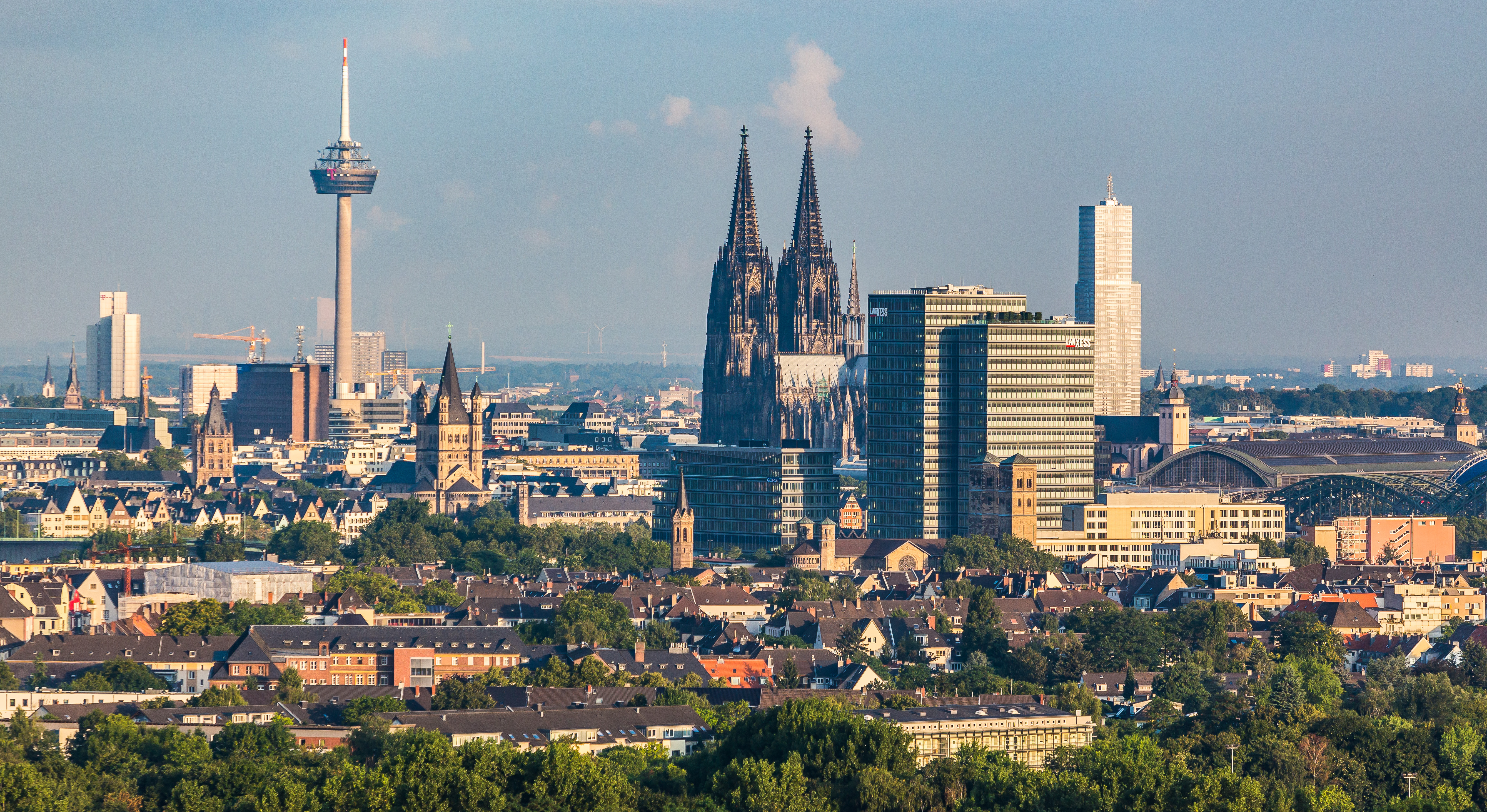
Vista do centro de Colônia

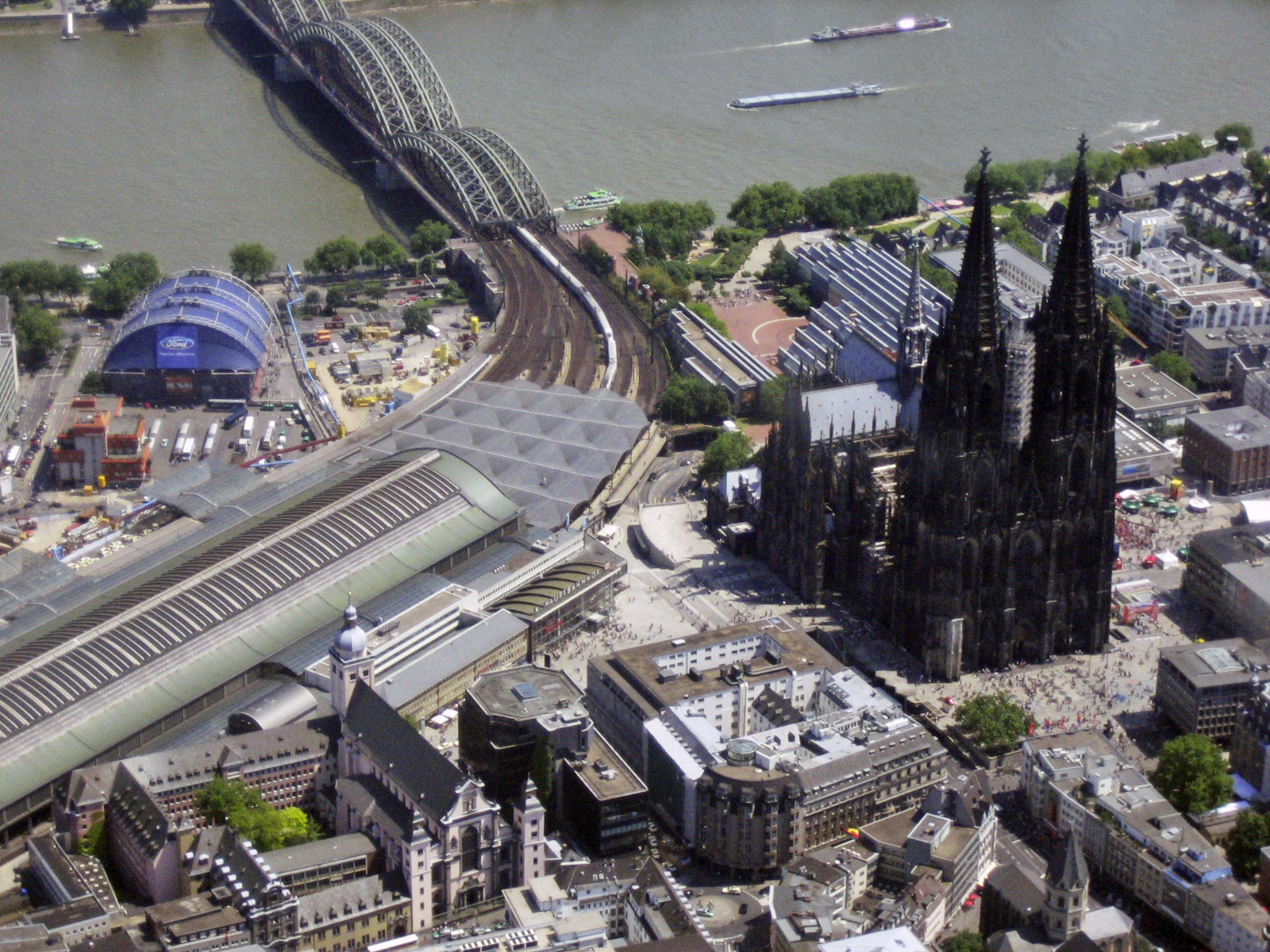
Vista aérea da Catedral de Colônia, da Estação Central de Trem e da ponte Hohenzollern sobre o Rio Reno

No Império Romano, a cidade era grande e rica, com uma população de 40 mil pessoas entre os anos de 100 e 200. A cidade abrigava cerca de 20 mil pessoas em torno do ano 1000, crescendo para 50 mil em 1200. A metrópole da Renânia ainda tinha 50 mil habitantes até o ano 1300.
Colônia é a quarta cidade maior da Alemanha, depois de Berlim, Hamburgo e Munique. Em 31 de dezembro de 2016, havia 1 080 701 pessoas registradas como residentes em Colônia em uma área de 401,15 km². A densidade populacional era 2.641/km². A área metropolitana da Região de Bona-Colônia abriga 3 573 500 habitantes, ou 4.415/km². Ela faz parte da região de metrópole policêntrica do Reno-Ruhr, que tem uma população de mais de 11 milhões de pessoas.
Havia 546 498 mulheres e 522 694 homens em Colônia. Para cada 1 000 homens, havia 1 046 mulheres. Em 2015, houve 11 337 nascimentos; 7 704 casamentos, 2 203 divórcios e 9 629 óbitos. Na cidade, a população era composta por 15,6% menores de 18 anos e 17,6% com 65 anos de idade ou mais. 163 pessoas em Colônia tinham mais de 100 anos.
De acordo com o Escritório de Estatística da Cidade de Colônia, o número de pessoas com antecedentes de migração é de 36,7% (393,7936). 2 537 pessoas adquiriram a cidadania alemã em 2015. Em 2015, havia 557 090 casas, das quais 18,3% tinham filhos menores de 18 anos; 50,6% de todas as famílias eram constituídas por solteiros. 8,7% de todas as famílias eram famílias monoparentais. O tamanho médio da família era de 1,87.

### Religião
Um pouco mais da metade dos moradores de Colônia são membros de alguma religião. Em 2015, 35,5% da população pertencia à Igreja Católica Romana, o maior corpo religioso, e 15,5% à Igreja Evangélica. A cidade é a sede da Arquidiocese Católica Romana de Colônia. Também existem várias mesquitas na cidade, como a Mesquita Central de Colônia, gerida pela União Turco-Islâmica para Assuntos Religiosos. Colônia também tem uma das maiores e mais antigas comunidades judaicas da Alemanha.

## Governo e política

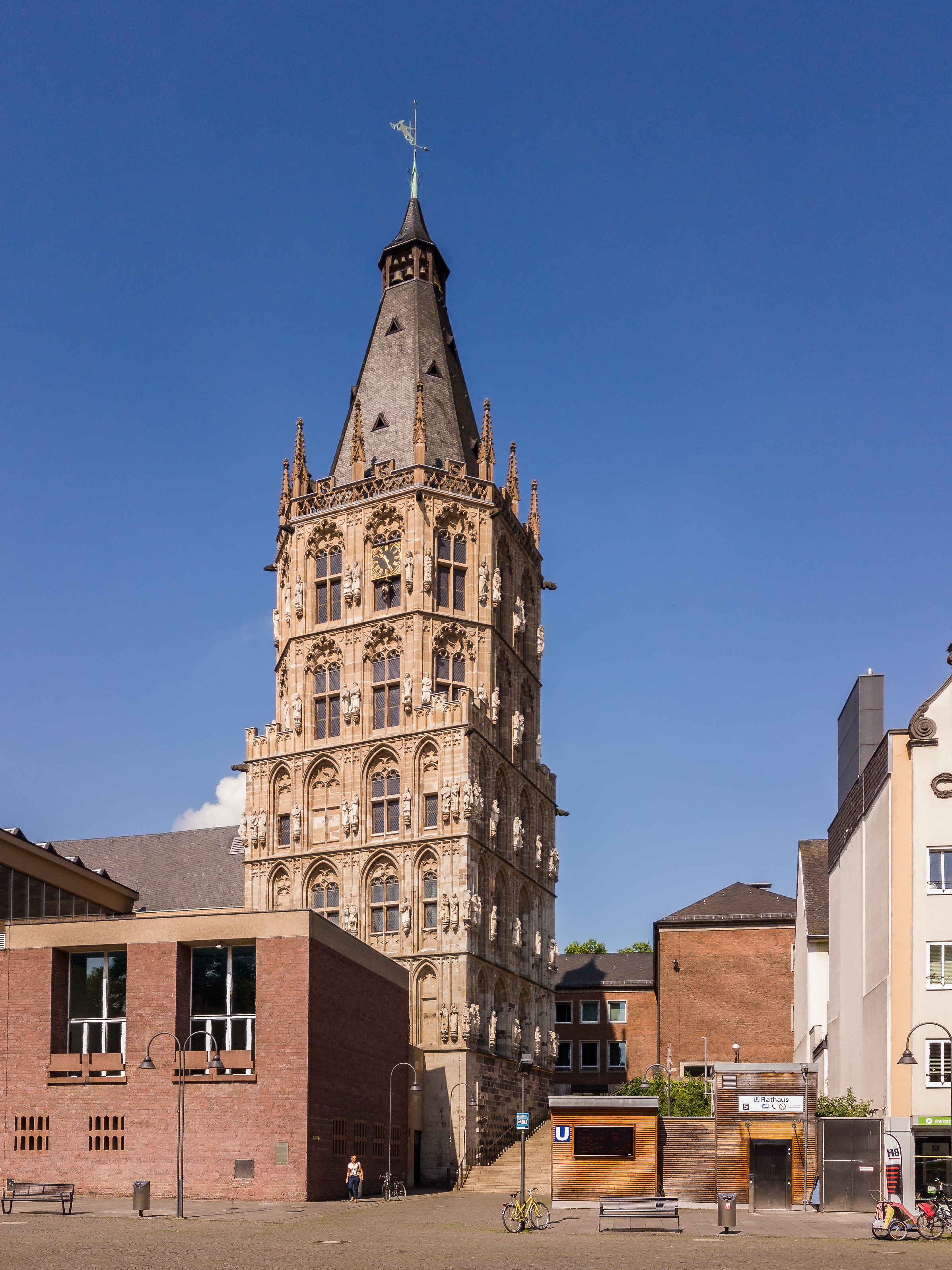
Prefeitura de Colônia

A atual prefeita da cidade chama-se Henriette Reker, eleita com 52,66 % dos votos comunais. Assumiu o posto sem partido em 15 de dezembro de 2015, para o qual foi eleita através do apoio de uma coalizão de partidos, chamada "coalizão guarda-chuva" ("Regenbogenkoalition"), dentre eles a União Democrata-Cristã (CDU), os Verdes (Grüne) e o Partido Democrático Liberal (FDP).

### Relações internacionais
Colônia tem as seguintes cidades-irmãs:
- Barcelona, Espanha (desde 1984)
- Neukölln, Berlim, Alemanha
- Treptow, Berlim, Alemanha
- Belém, Palestina (1996)
- Cluj-Napoca/Clausemburgo, Romênia (1976)
- Corinto/Realejo,  Nicarágua (1988)
- Cork, Irlanda (desde 27 de junho de 1988)
- Esch-sur-Alzette, Luxemburgo (1958)
- Indianápolis, Estados Unidos
- Istambul, Turquia (1997)
- Katowice, Polônia (15 de março de 1991)
- Quioto, Japão (21 de janeiro de 1963)
- Lille, França (1958)
- Liverpool, Reino Unido (1952)
- Liège, Bélgica (1958)
- Pequim, China (14 de setembro de 1987)
- Rio de Janeiro, Brasil (19 de setembro de 2011)
- Roterdã, Países Baixos (1958)
- Telavive, Israel (6 de agosto de 1979)
- Salonica, Grécia (3 de maio de 1988)
- Túnis, Tunísia (12 de junho de 1964)
- Turim, Itália (1958)
- Turku, Finlândia (1967)
- Volgogrado, Rússia

## Economia

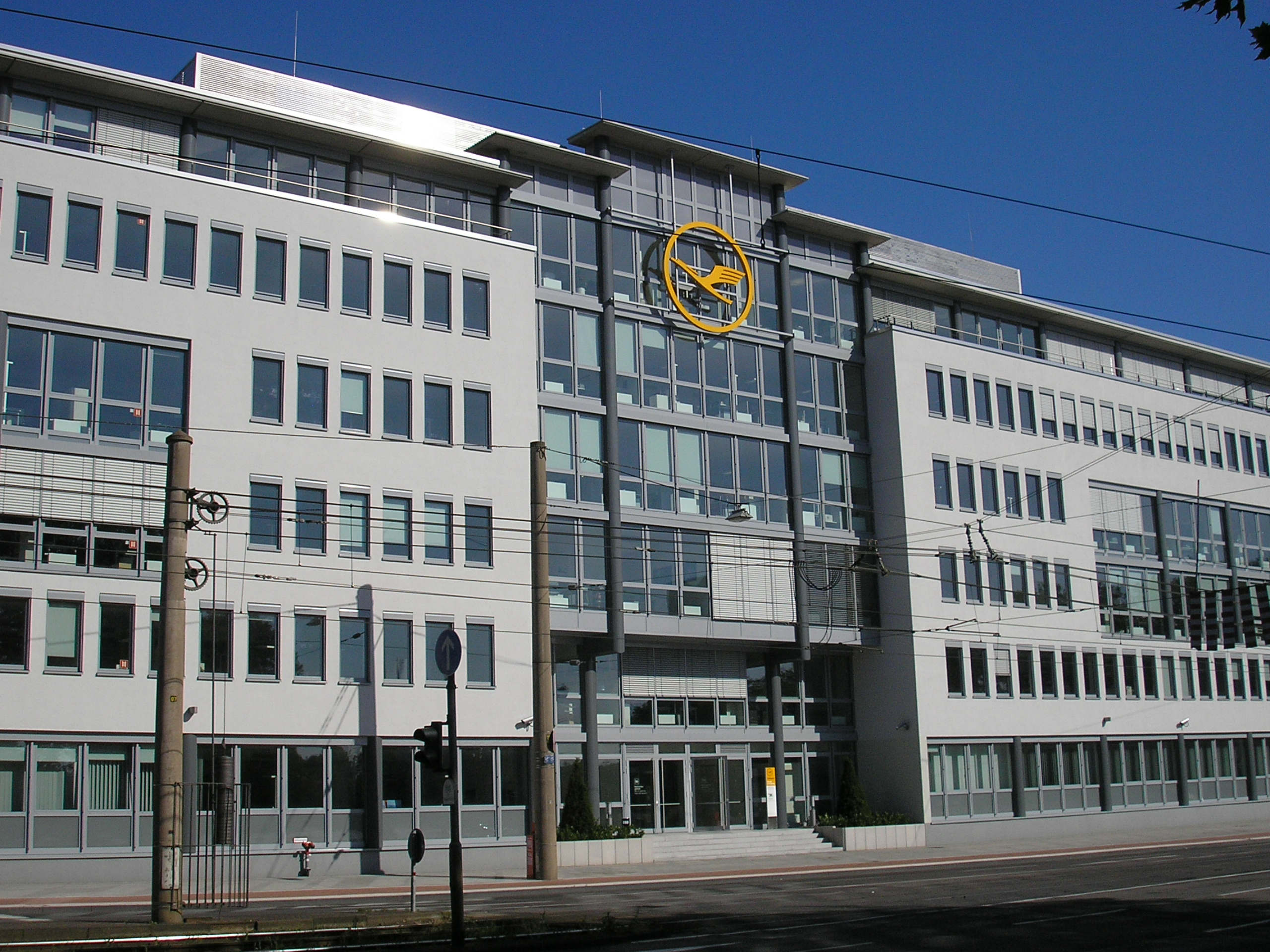
Sede da Lufthansa

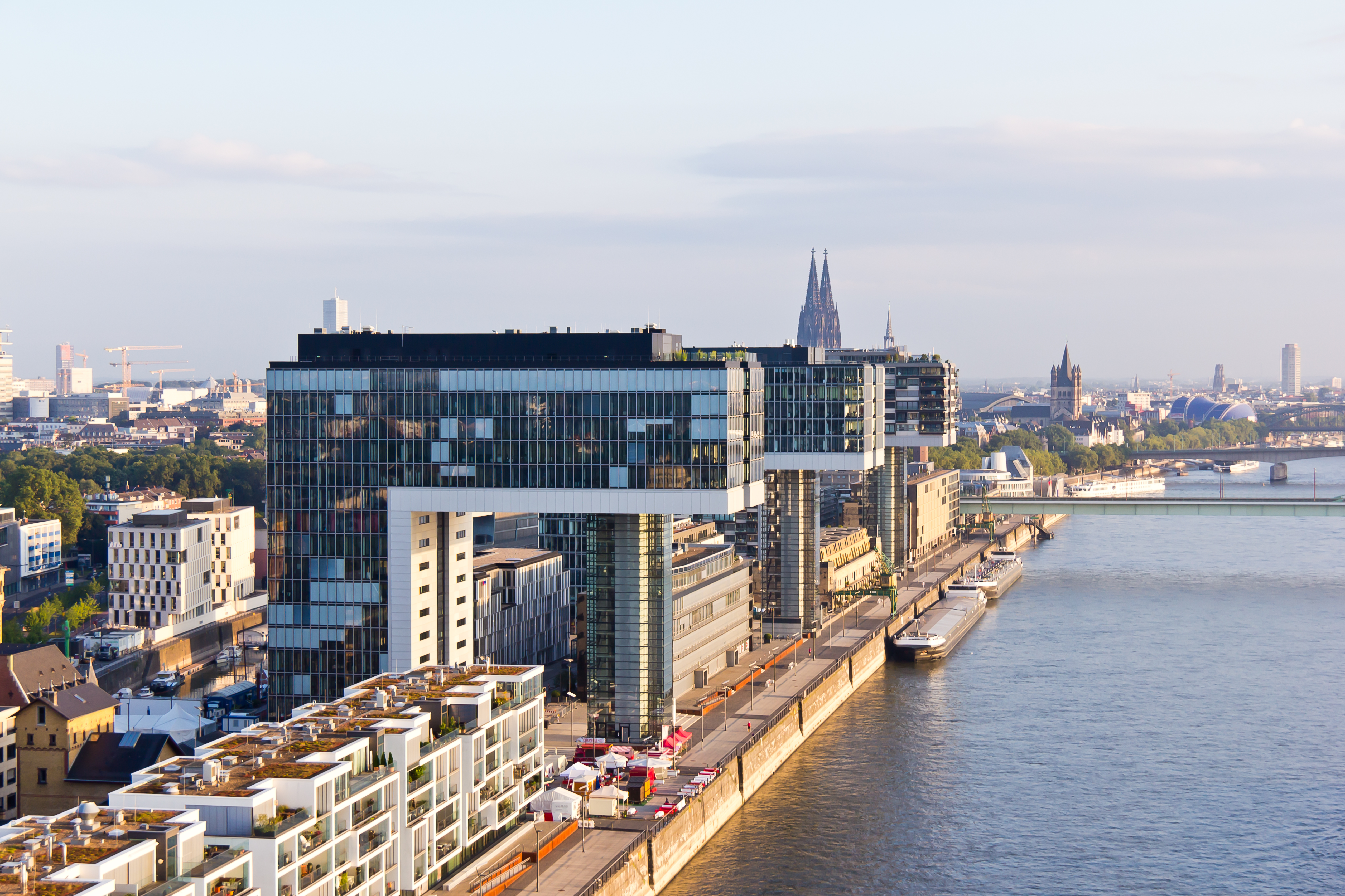
Edifícios comerciais em Rheinauhafen

Como a maior cidade da região metropolitana Reno-Ruhr, Colônia se beneficia de uma grande estrutura de mercado. Em concorrência com Düsseldorf, a economia de Colônia baseia-se principalmente nas indústrias de seguros e de mídia, apesar da cidade também ser um importante centro cultural e de pesquisa e abrigar várias sedes corporativas.
Entre as maiores empresas de mídia com sede em Colônia estão Westdeutscher Rundfunk, RTL Television (com subsidiárias), n-tv, Deutschlandradio, Brainpool TV e editoras como J. P. Bachem, Taschen, Tandem Verlag e M. DuMont Schauberg. Vários grupos de agências de mídia, artes e comunicações, estúdios de produção de TV e agências estatais trabalham em instituições culturais privadas e financiadas pelo governo. Entre as companhias de seguros com sede em Colônia estão Central, DEVK, DKV, Generali Deutschland, Gen Re, Gothaer, HDI Gerling e sede nacional da AXA Insurance, Mitsui Sumitomo Insurance Group e Zurich Financial Services.
A transportadora alemã Lufthansa e sua subsidiária, a Lufthansa CityLine, também mantêm suas principais sedes corporativas em Colônia. O maior empregador em Colônia é a Ford Europe, que tem sua sede europeia e uma fábrica em Niehl (Ford-Werke GmbH). A Toyota Motorsport GmbH (TMG), a equipe oficial de automobilismo da Toyota, tem suas matrizes e oficinas em Colônia. Outras grandes empresas com sede na cidade incluem o REWE Group, TÜV Rheinland, Deutz AG e várias cervejarias Kölsch. Colônia tem a maior densidade de pubs per capita do país. As três maiores cervejarias locais são Reissdorf, Gaffel e Früh.
Historicamente, Colônia sempre foi uma importante cidade comercial, com conexões terrestres, aéreas e marítimas. A cidade tem cinco portos no Reno, o segundo maior porto interior da Alemanha e um dos maiores da Europa. O Aeroporto de Colônia-Bona é o segundo maior terminal de frete da Alemanha. A Koelnmesse é uma importante feira europeia, mas outras 50 feiras comerciais e outros grandes eventos culturais e esportivos acontecem na cidade. Em 2008, Colônia teve 4,31 milhões de pernoites reservadas e 2,38 milhões de chegadas. O maior jornal diário de Colônia é o Kölner Stadt-Anzeiger. Colônia mostra um aumento significativo de empresas startups, especialmente quando se considera negócios digitais.

## Infraestrutura

### Transportes

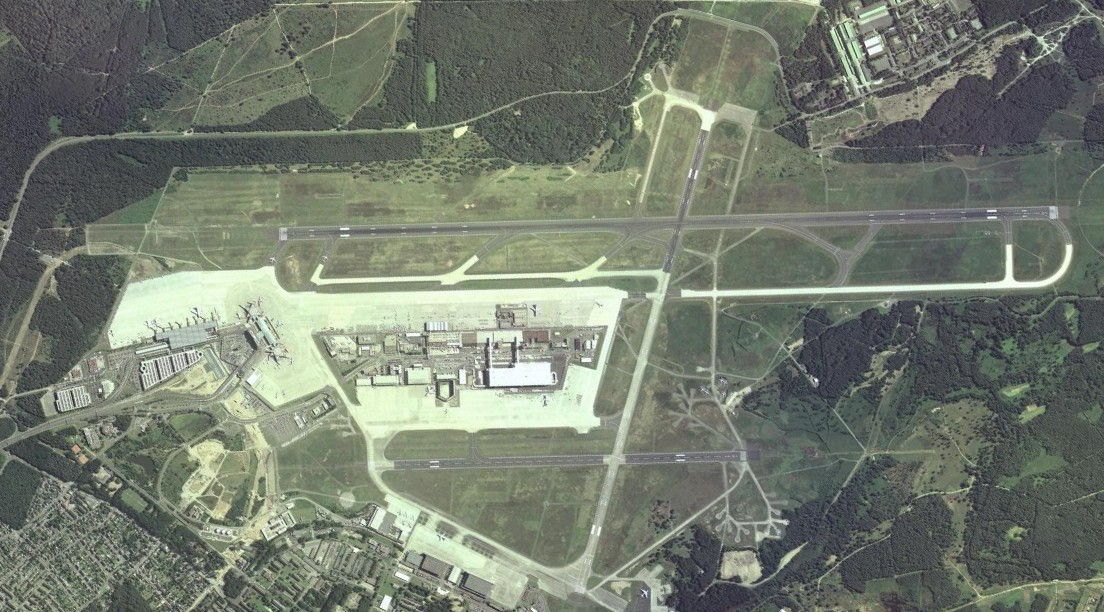
Aeroporto de Colônia-Bona

A construção de estradas foi um problema importante na década de 1920 sob a liderança do prefeito Konrad Adenauer. A primeira autoestrada alemã foi construída depois de 1929 entre Colônia e Bona. Hoje, esta é a Bundesautobahn 555. Em 1965, Colônia tornou-se a primeira cidade alemã a ser totalmente cercada por um rodoanel. Aproximadamente, ao mesmo tempo, uma passagem do centro da cidade (Stadtautobahn) foi planejada, mas apenas parcialmente implementada, devido à oposição de grupos ambientais. O trecho concluído tornou-se Bundesstraße ("Estrada Federal") B 55a, que começa no Zoobrücke ("Ponte do Jardim Zoológico") e encontra-se com A 4 e A 3. No entanto, é conhecida como Stadtautobahn pela maioria dos locais. Em contraste, o Nord-Süd-Fahrt foi totalmente implementado, uma nova rota no centro de cidade de quatro/seis pistas, que já havia sido antecipada por planejadores como Fritz Schumacher na década de 1920. A última seção ao sul de Ebertplatz foi concluída em 1972.

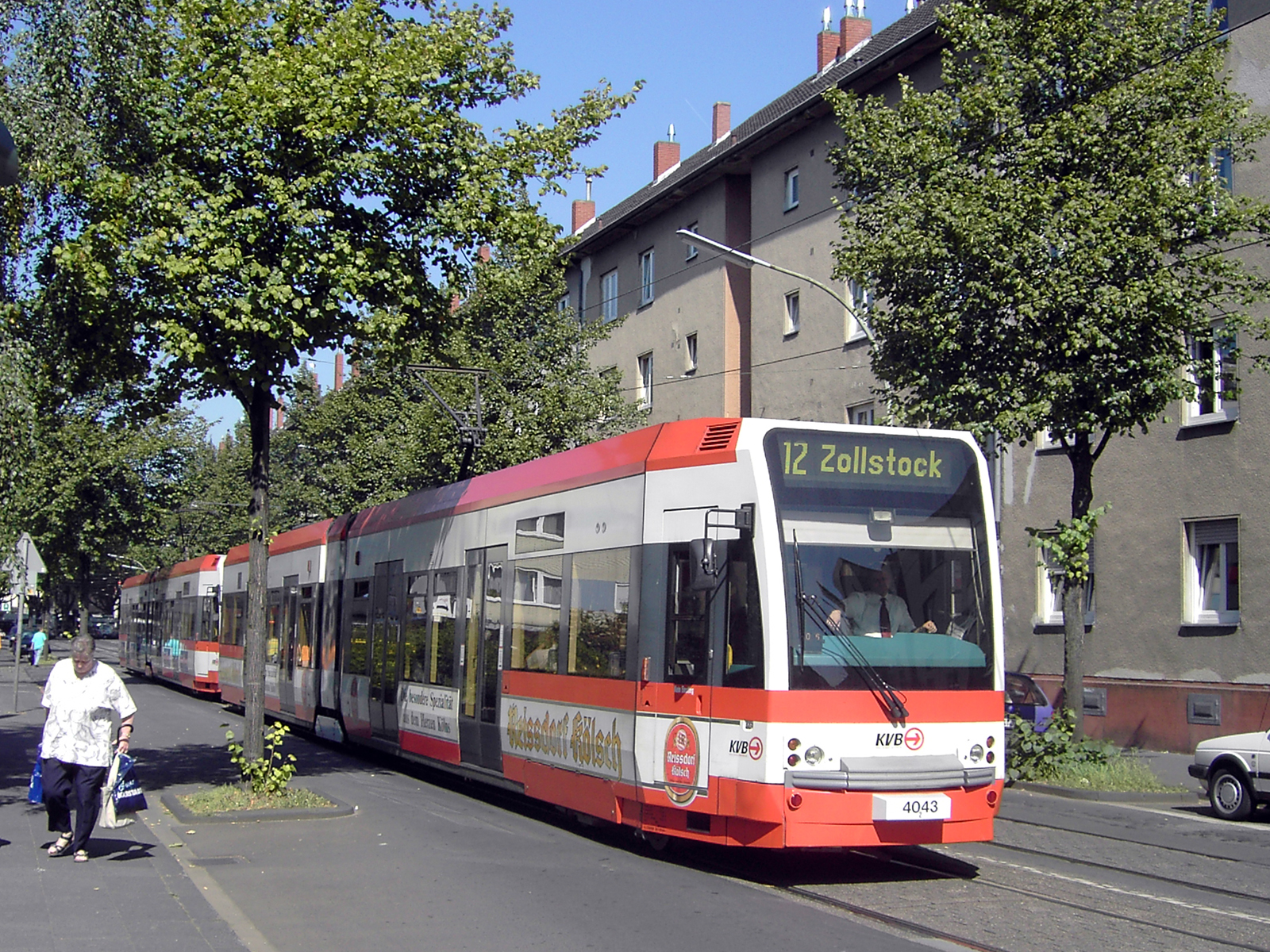
Metrô de Colônia

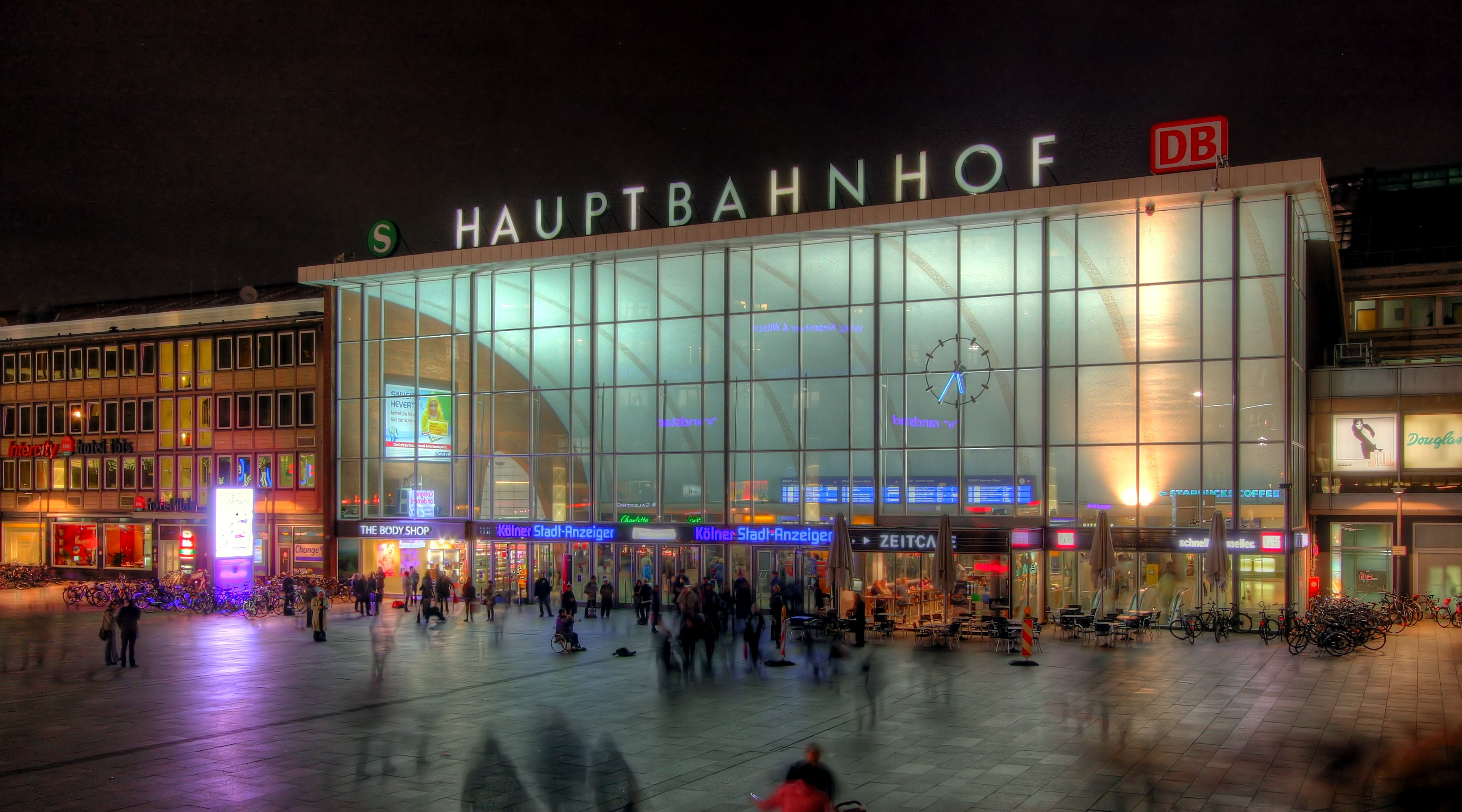
Köln Hauptbahnhof (Estação Principal de Colônia)

Em 2005, o primeiro trecho de uma autoestrada de oito pistas na Renânia do Norte-Vestefália foi aberta ao trânsito na Bundesautobahn 3, parte da seção leste do rodoanel de Colônia. Em comparação com outras cidades alemãs, Colônia possui um planejamento de trânsito que não é muito amigável para a bicicleta. A cidade foi classificada repetidamente entre as piores em uma avaliação independente realizada pelo Allgemeiner Deutscher Fahrrad-Club. Em 2014 ficou em 36º lugar entre 39 cidades alemãs com uma população superior a 200 mil habitantes.
Colônia tem um serviço ferroviário com a Deutsche Bahn InterCity e os trens ICE que param nas estações Köln Hauptbahnhof (Estação Principal de Colônia), Köln Messe/Deutz e Aeroporto de Colônia-Bona. Os trens de alta velocidade ICE e TGV Thalys ligam Colônia a Amsterdã, Bruxelas (em 1h47, 9 partidas/dia) e Paris (às 3h14, 6 partidas/dia). Existem comboios frequentes de ICE para outras cidades alemãs, como Frankfurt am Main e Berlim. Trens ICE para Londres através do Eurotúnel, que passa através do Canal da Mancha, foram planejados para 2013.
O Metrô de Colônia, operado pela Kölner Verkehrsbetriebe (KVB), é um sistema ferroviário de VLT que é parcialmente subterrâneo e serve Colônia e várias cidades vizinhas. Ele evoluiu a partir do sistema de bondes. A vizinha Bona está ligada tanto pelos comboios ferroviários do metrô, como por barcos recreativos ocasionais no Reno. Düsseldorf também está ligada pelos trens S-Bahn, que são operados pela Deutsche Bahn. O Reno-Ruhr S-Bahn tem 5 linhas que atravessam a cidade. O S13/S19 funciona 24 horas por dia entre Cologne Hbf e o Aeroporto de Colónia/Bona. Há também ônibus frequentes cobrindo a maior parte da cidade e subúrbios circundantes, além de ônibus da Eurolines para Londres através de Bruxelas.
A Häfen und Güterverkehr Köln (HGK) é um dos maiores operadores de portos do interior da Alemanha. Os portos incluem Köln-Deutz, Köln-Godorf e Köln-Niehl I e II. O aeroporto internacional da cidade é o Aeroporto de Colônia-Bona (CGN). Também é chamado de Aeroporto Konrad Adenauer em homenagem ao primeiro chanceler da Alemanha pós-guerra, Konrad Adenauer, que nasceu na cidade e foi prefeito de Colônia entre 1917 e 1933. O aeroporto é compartilhado com a cidade vizinha de Bona. Colônia é sede da Agência Europeia para a Segurança da Aviação (EASA). O aeroporto também é um dos hubs da empresa aérea Eurowings.

### Educação
Colônia abriga inúmeras universidades e faculdades, sendo que hospeda cerca de 72 mil alunos. Sua universidade mais antiga, a Universidade de Colônia (fundada em 1388) é a maior universidade da Alemanha, enquanto que a Escola Técnica Superior de Colônia é a maior universidade de ciências aplicadas do país. A Universidade de Música e Dança de Colônia é o maior conservatório da Europa. Os estrangeiros podem ter lições de alemão no VHS (Centro de Educação de Adultos).

## Cultura

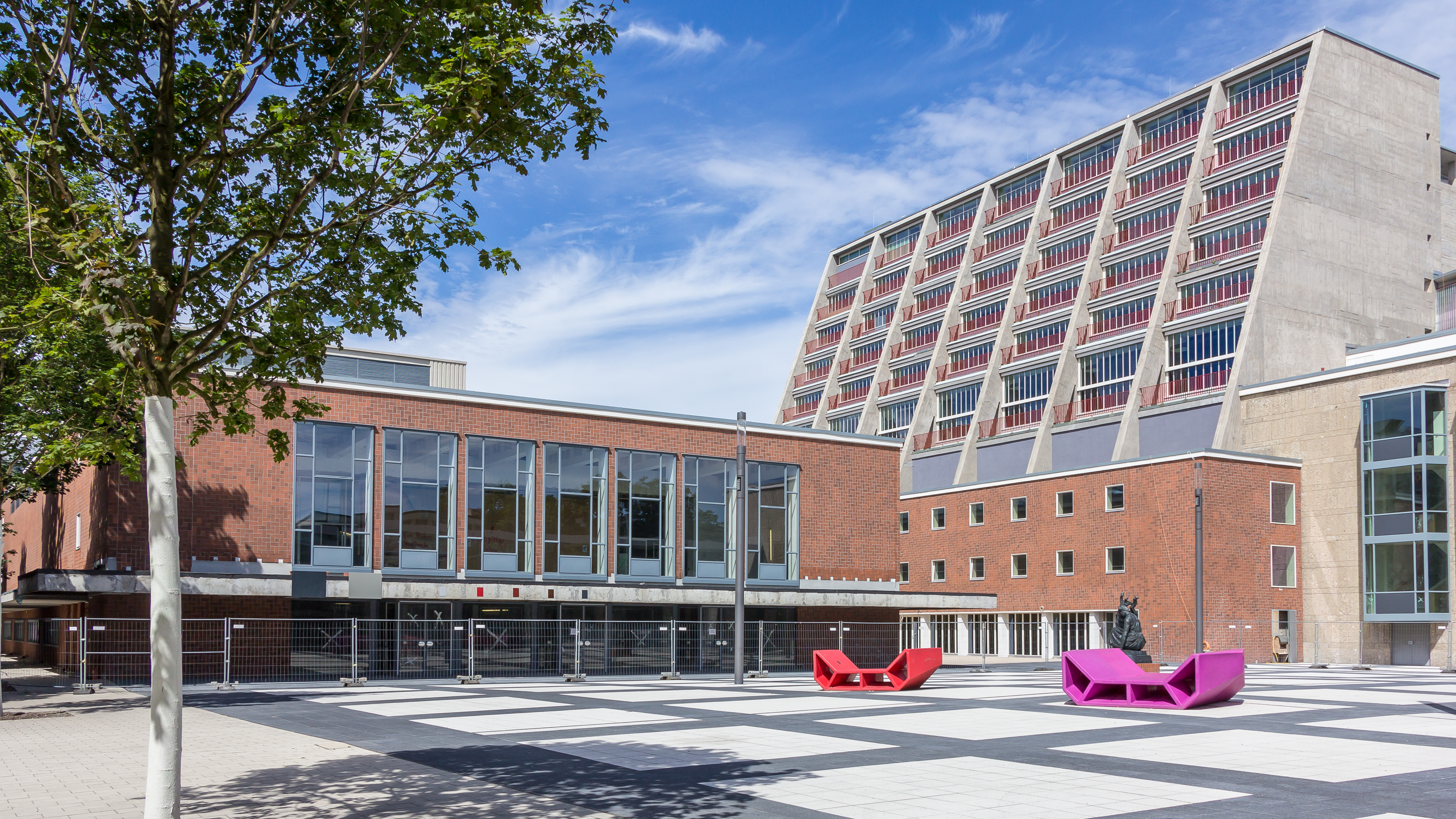
Vista frontal da Casa de Óperas de Colônia (Oper Köln)

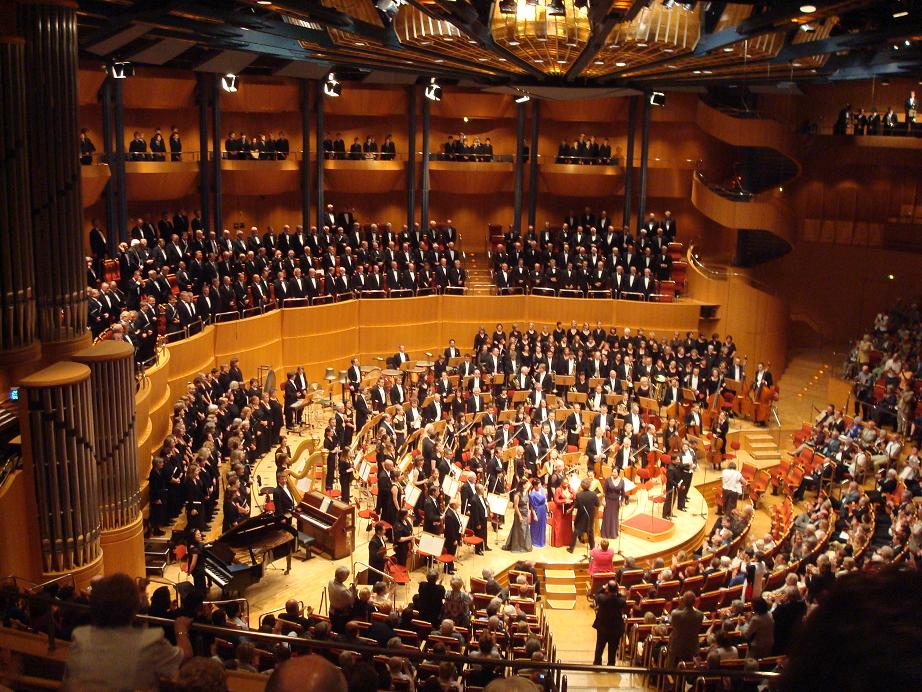
Um panorama interno da sala de concertos Kölner Philharmonie

A cidade é também um grande centro cultural e turístico da Alemanha, contando com cerca de 30 museus, entre eles a destacar o Museum Ludwig (Arte moderna e contemporánea), o Wallraf-Richartz-Museum (Arte do medieval até o século XIX) e o Römisch-Germanisches Museum (Artesanato da época romana), com várias construções subterrâneas da época do império romano.

### Música
A cidade abriga uma orquestra sinfônica, uma orquestra filarmônica e quatro orquestras de câmara. A orquestra mais antiga é a Orquesta Gürzenich de Colônia (Gürzenich Orchester Köln) fundada em 1827 por um grupo de cidadãos burgueses da cidade. O primeiro concerto dessa orquestra filarmônica se deu em 17 de novembro de 1857 na Sala Gürzenich, de onde deriva o seu nome. Desde 1986, a sede da orquestra é a sala de concertos Kölner Philharmonie, com capacidade para 2000 espectadores. Essa orquestra também utiliza a Casa de Ópera de Colônia (em alemão: Oper Köln) para produções operísticas.
A segunda grande orquestra de Colônia é a Orquestra Sinfônica da Rádio de Colônia ou Orquestra Sinfônica WDR de Colônia, fundada em 1947. A cidade sedia as seguintes orquestras de câmara: Orquestra de Câmara de Colônia (Kölner Kammerorchester), fundada em 1923; Concerto Köln (fundada em 1985); Camerata Köln (fundada em 1979); Cappella Coloniensis (fundada em 1954). Além dessas, também sediou outras duas: Collegium Aureum (fundada em 1962 e encerrada em 1990) e Musica Antiqua Köln (fundada em 1973, encerrada em 2006).
A cidade possui os seguintes grupos de coro (música) ou canto coral: Bach-Verein Köln, fundada em 1931 por Heinrich Boell (1890-1947); Gürzenich-Chor Köln, fundada em 1827 por Carl Leibl; Philharmonische Chor Köln, fundada em 1947 por Philipp Röhl; Kartäuserkantorei Köln, fundada em 1970 por Peter Neumann; Kölner Kantorei, fundada em 1968 por Volker Hempfling; Kölner Kurrende, fundada em 1970 por Elke Mascha Blankenburg; Oratorienchor Köln e.V., fundada em 1957 por Gerhard Bork; Rheinischer Kammerchor, fundada em 1962 por Hermann Schroeder e Rodenkirchener KammerChor, fundada em 1975 por Anselm Rogmans.

### Carnaval
O carnaval de Colônia, também conhecido como "a quinta estação do ano", é um dos acontecimentos culturais mais importantes da Alemanha e uma das cerimônias de carnaval mais conhecidas do mundo. Em tom de brincadeira, a abertura da festa ocorre todo ano no dia 11 de novembro ("am Elften im Elften") às 11h11 ("um Elf Uhr Elf") no Alter Markt, parte central da cidade. No entanto, a verdadeira festa começa mesmo em fevereiro acabando na quarta-feira de cinzas, após uma semana de comemorações. Na verdade, é na quinta-feira da semana anterior à quarta-feira de cinzas, exatamente às 11h11, que se inicia o carnaval, sendo que a primeira noite de festas é tradicionalmente comemorada apenas por mulheres (Weiberfastnacht).
Daí em diante, os chamados "bufões" ou "bobos da corte" ("Jecken" ou "Narren"), tanto homens como mulheres, festejam todos os dias nos bares, clubes e ruas da cidade, todos especialmente enfeitados com fantasias para a ocasião. A festa é organizada pelo Comitê de Festa do Carnaval de Colônia ("Festkomitee Kölner Karneval"), que foi fundado em 1823. Uma das características do carnaval de Colônia são as chamadas Sociedades de Carnaval ("Ordentliche Gesellschaften"), esses mais de 100 grupos se organizam com fantasias e shows para comemorar a festa por toda a cidade.

### Museus

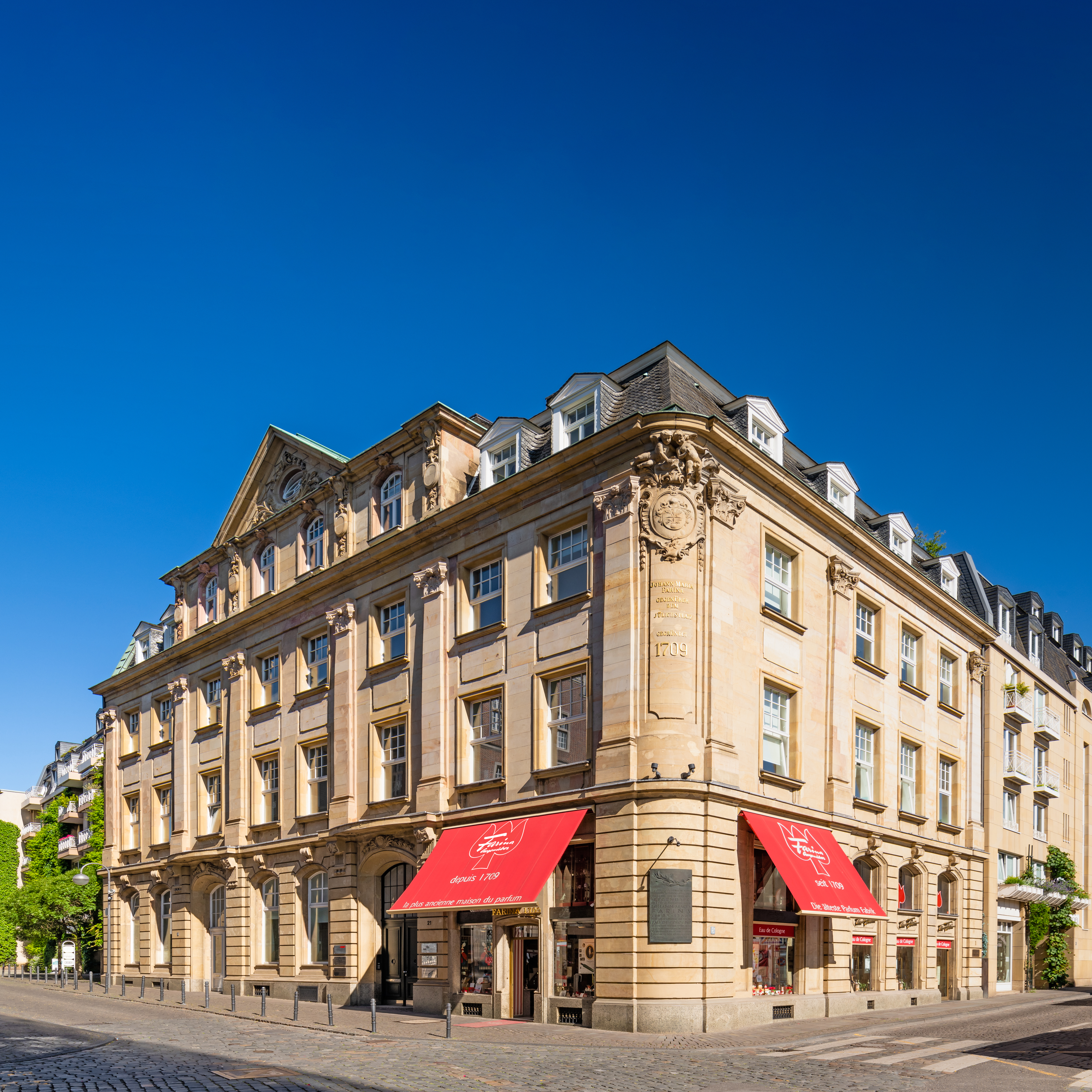
Museu do Perfume

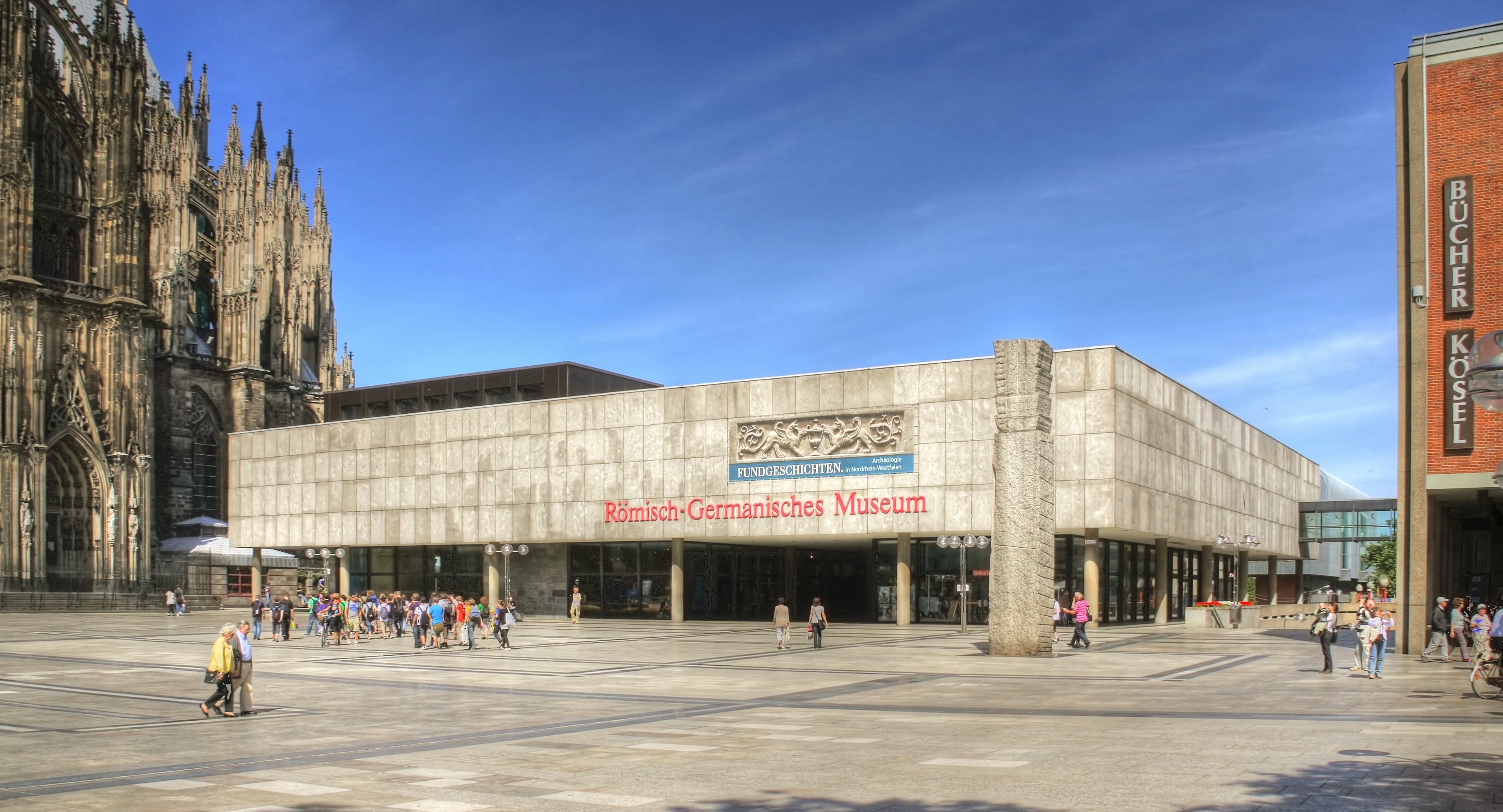
Museu Romano-Germânico de Colônia, 2014

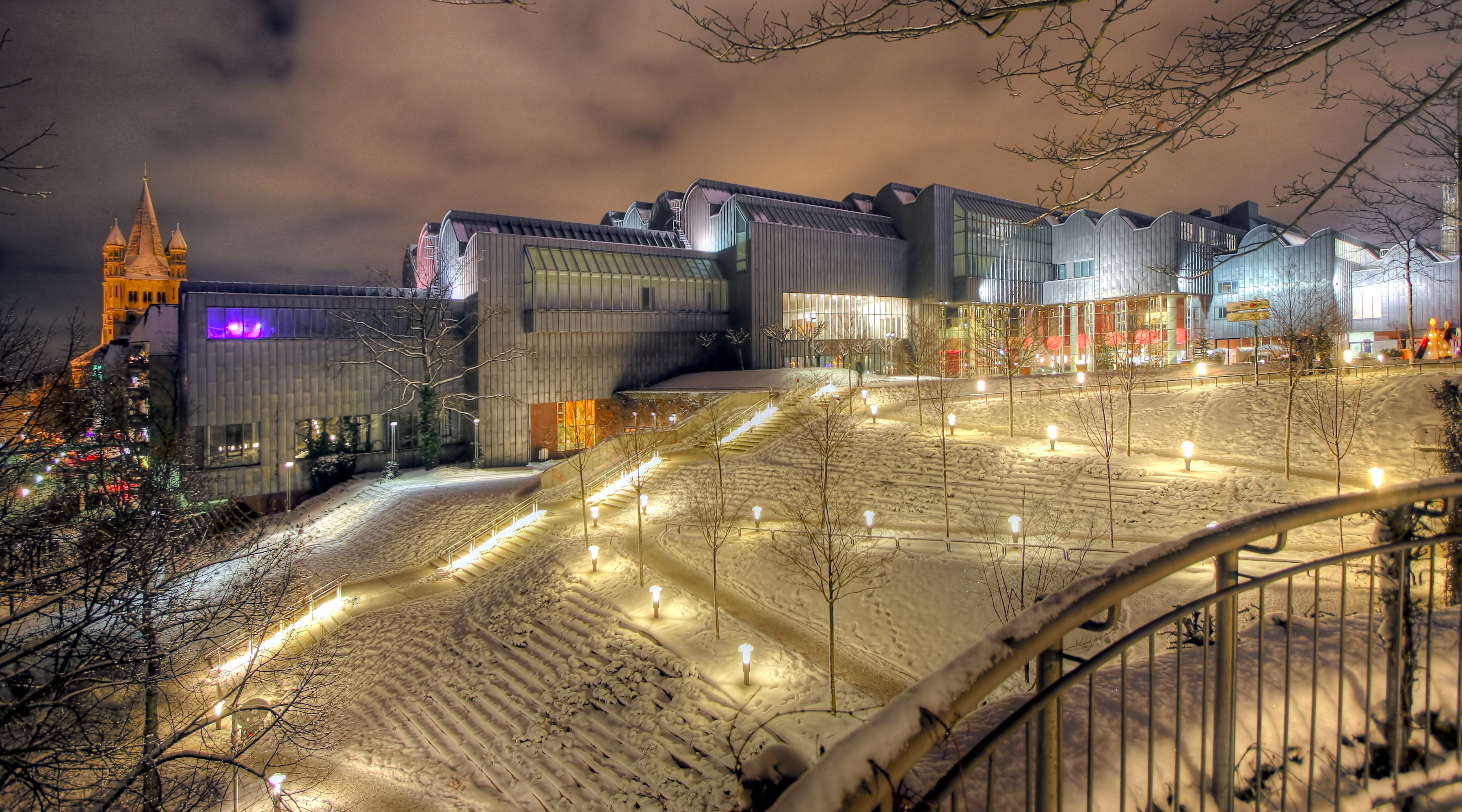
Museu Ludwig

A cidade de Colônia possui diversos museus. O mais famoso é O Museu romano-germânico (Römisch-Germanisches Museum), que expõe objetos arqueológicos e elementos arquitetônicos da época em que a cidade foi fundada por romanos. Outro importante centro é o Museu Ludwig (Museum Ludwig) que hospeda uma das mais importantes coleções de arte moderna e contemporânea na Europa, contando com obras de Picasso, vanguarda russa e pop art americana, entre outras exposições sazonais.
Outros importantes museus da cidade são:
- Deutsches Sport & Olympia Museum (Museu Olímpico e do Esporte alemão)
- Domschatzkammer Köln (Câmara do Tesouro da Catedral de Colônia)
- Museu Kolumba da Arquidiocese de Colônia
- Geldgeschichtliches Museum (Museo numismático de história do dinheiro)
- Imhoff-Schokoladenmuseum (Museo do Chocolate Imhoff)
- Käthe Kollwitz Museum (Museu de obras da artista Käthe Kollwitz)
- Karnevalsmuseum (Museu do Carnaval)
- Kölnischer Kunstverein (Museu de Arte contemporânea)
- Kölnisches Stadtmuseum Caserma (Museu da história da cidade)
- Museum für Angewandte Kunst (Museu de Arte Aplicada de Köln)
- Museum für Ostasiatische Kunst (Museu de Arte e Artesanato do Japão, China e Coréia)
- Museu do Pefume da casa Farina
- Museu Schnütgen (arte sacra Medieval)
- Rautenstrauch-Joest-Museum (Museu de etnologia)
- Wallraf-Richartz Museum & Fondation Corboud (Museu de arte Wallraf-Richartz)
- NS-Dokumentationszentrum (Museu da documentação Nacional-Socialista, localizado no antigo quartel-general da Gestapo)
- Skulpturen Park Köln (Parque de Esculturas de Colônia)

### Esportes
Colônia é a casa do 1. FC Köln, que joga na Bundesliga. A equipe joga as suas partidas no estádio RheinEnergieStadion, que também recebeu cinco partidas da Copa do Mundo da FIFA de 2006. O Comitê Olímpico Internacional e Internationale Vereinigung Sport-und Freizeiteinrichtungen e.V. deu ao RheinEnergieStadion uma medalha de bronze para "ser um dos melhores locais esportivos do mundo". Colônia também hospeda o FC Viktoria Köln 1904 e o SC Fortuna Köln, que jogam na Regionalliga West  (quarta divisão) e na 3. Fußball-Liga (terceira divisão), respectivamente.

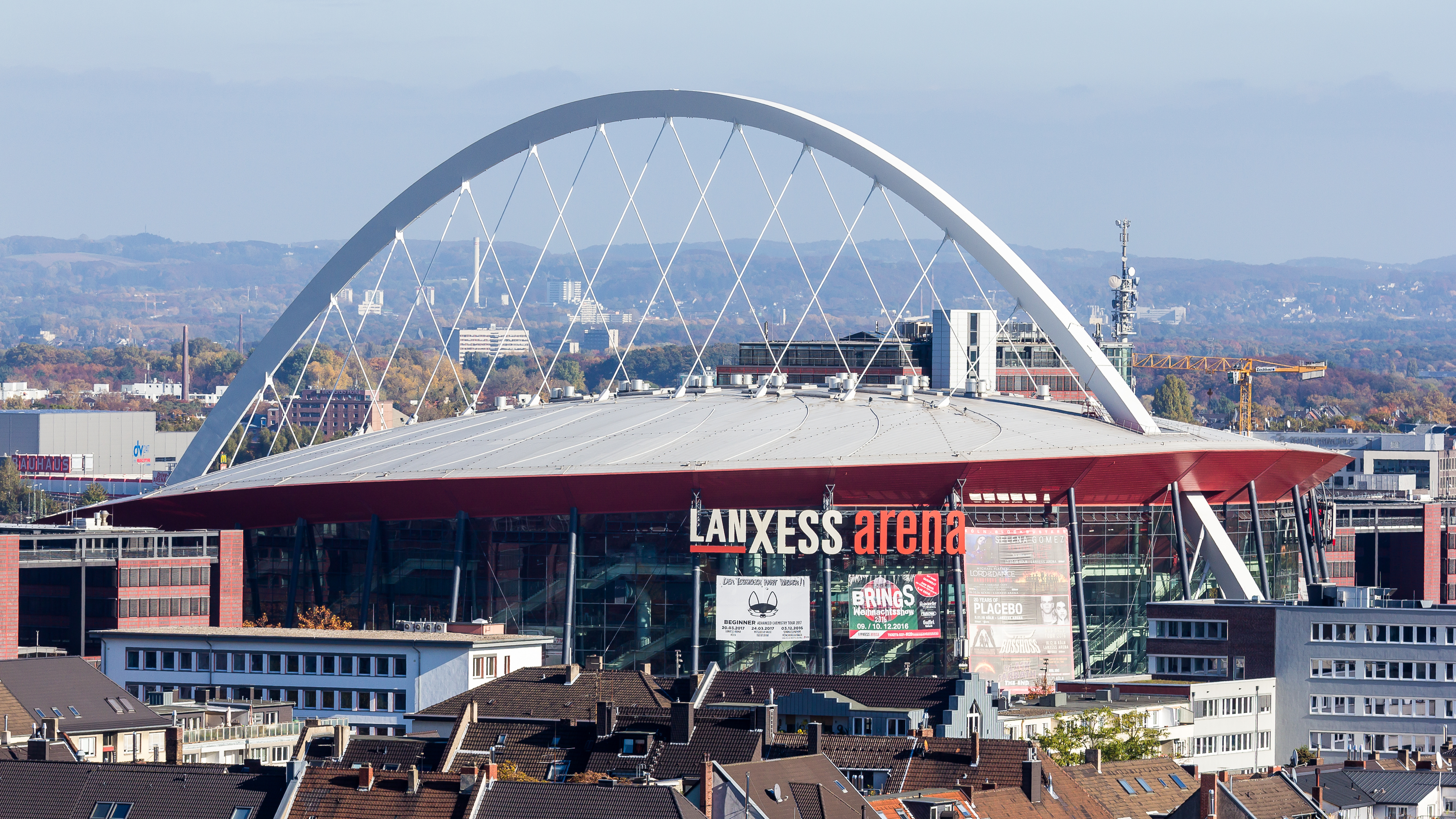
Lanxess Arena

A cidade também é o lar da equipe de hóquei no gelo Kölner Haie, na maior liga de hóquei no gelo da Alemanha, a Deutsche Eishockey Liga. O time é baseado na Lanxess Arena.
Várias corridas de cavalos anuais são realizadas no Hipódromo de Colônia-Weidenpesch desde 1897. A Maratona de Colônia foi iniciada em 1997. De 2002 a 2009, a equipe da Fórmula 1 Toyota Racing está baseada no subúrbio de Marsdorf, nas instalações da Toyota Motorsport GmbH.
Colônia é considerada "a capital secreta de golfe da Alemanha". O primeiro clube de golfe na Renânia do Norte-Vestefália foi fundado em Colônia em 1906. A cidade oferece a maioria das opções e os principais eventos do esporte na Alemanha.
A cidade organizou vários eventos atléticos que incluem a Copa das Confederações FIFA de 2005, a Copa do Mundo FIFA de 2006, o Campeonato Mundial de Handebol Masculino de 2007, os Campeonatos Mundiais de Hóquei no Gelo de 2010 e 2017 e os Jogos Gays de 2010.